# Clasificación académica de universidades de Argentina
Clasificación académica de universidades, son las listas ordenadas que clasifican y acomodan a las universidades e instituciones de educación superior e investigación, de acuerdo con una rigurosa metodología científica de tipo bibliométrico que incluye criterios objetivos medibles y reproducibles, por ello el nombre de "académica".
Algunas clasificaciones académicas bien conocidas son:

## Clasificación de Universia
Universia es un portal de Internet para los universitarios iberoamericanos y publica un estudio bibliométrico para las universidades e institutos de investigación de esta región. Su metodología está basada en el número de publicaciones arbitradas que están registradas en la base de datos del Science Citation Index
- Las cinco mejores clasificadas de Argentina, por producción total[2]

| Posición (en el año 2005) | Institución                            |
| 1                         | Universidad de Buenos Aires            |
| 2                         | CONICET*                               |
| 3                         | Universidad Nacional de La Plata       |
| 4                         | Universidad Nacional de Córdoba        |
| 5                         | Comisión Nacional de Energía Atómica** |
* El CONICET no es una universidad, sino un organismo autónomo, dependiente del ministerio de ciencia y tecnología dedicado a la promoción de la ciencia y la tecnología.
** La Comisión Nacional de Energía Atómica no es una universidad, sino un organismo autónomo, dependiente del ministerio de Energía y Minería, dedicado a la investigación nuclear con fines pacíficos.

## Shanghai Jiao Tong University Ranking
Es una de las clasificaciones más conocidas mundialmente, se trata de un listado recopilado por un grupo de especialistas en bibliometría de la Universidad Jiao Tong de Shanghái en China. Este listado incluye las mayores instituciones de educación superior del mundo y están ordenadas de acuerdo con una fórmula que toma en cuenta el número de galardonados con el Premio Nobel (10%), los ganadores de la Medalla Fields (20%), número de investigadores altamente citados en 21 temas generales (20%), número de artículos publicados en las revista científicas Science y Nature (20%), y el impacto de los trabajos académicos registrados en los índices del Science Citation Index(20%) y por último, el "tamaño" de la institución.
- La única institución argentina entre las mejores 500 del mundo[6]

| Año  | Posición[7] | Universidad                 |
| 2003 | 301-400     | Universidad de Buenos Aires |
| 2004 | 202-301     | Universidad de Buenos Aires |
| 2005 | 203-300     | Universidad de Buenos Aires |
| 2006 | 151-200     | Universidad de Buenos Aires |
| 2007 | 151-200     | Universidad de Buenos Aires |
| 2008 | 152-200     | Universidad de Buenos Aires |
| 2009 | 152-200     | Universidad de Buenos Aires |
| 2010 | 151-200     | Universidad de Buenos Aires |
| 2011 | 151-200     | Universidad de Buenos Aires |

## The Times World University Ranking
El diario británico The Times publica un suplemento propio llamado «Higher Education Supplement» (THES) que es una clasificación académica con una metodología objetiva y con las siguientes valoraciones: 60 % a la «calidad de la investigación», 10 % a la capacidad de que un graduado obtenga empleo, 10 % a la «presencia internacional» y 20 % al cociente estudiantes/académicos.
La metodología se explica con mayor detalle aquí.
En su última edición 2015/2016, la única institución argentina ubicada entre las mejores universidades del mundo es la Universidad Nacional de Córdoba (Top 600). Anteriormente, en 2007 y 2008, la única representante argentina fue la Universidad de Buenos Aires.
En la edición 2016/2017 la única universidad argentina es la Universidad Nacional del Sur
| Año       | Posición | Universidad                     |
| 2007      | 264      | Universidad de Buenos Aires     |
| 2008      | 197      | Universidad de Buenos Aires     |
| 2015/2016 | 601-800  | Universidad Nacional de Córdoba |

## Leiden Ranking
El Centro de Estudios en Ciencia y Tecnología de la Universidad de Leiden publica clasificaciones de las mejores 500 universidades de Europa y del mundo basándose en el número de publicaciones categorizadas en el buscador Web of Science producidas por la universidad por año y su impacto. La clasificación también tiene en cuenta diferencias en el idioma de las publicaciones, el campo, y el tamaño de la institución. Este método genera múltiples clasificaciones de acuerdo a diversos indicadores bibliométricos, como el número de publicaciones, número de citas por publicación, publicaciones por impacto, e impacto en su campo por publicación.
En la clasificación por defecto del año 2011/2012 aparecen dos universidades argentinas:
| Año       | Posición | Universidad                 |
| 2011/2012 | 466      | Universidad de Buenos Aires |
| 2011/2012 | 486      | Universidad de La Plata     |

## Clasificación webométrica del CSIC
Esta clasificación la produce el Centro de Información y Documentación (CINDOC) del Consejo Superior de Investigaciones Científicas (CSIC) de España. El CINDOC actúa como un observatorio de ciencia y tecnología disponible en la internet. La clasificación se construye a partir de una base de datos que incluye alrededor de 11 000 universidades y más de 5.000 centros de investigación. La clasificación muestra a las 3.000 instituciones mejor colocadas. La metodología bibliométrica toma en cuenta el volumen de contenidos publicados en la web, así como la visibilidad e impacto de estos contenidos de acuerdo con los enlaces externos que apuntan hacia sus sitios web. Esta metodología está basada en el llamado "Factor-G" que evalúa objetivamente la importancia de la institución dentro de la red social de sitios de universidades en el mundo
- Las cinco mejores clasificadas de Argentina

| Lugar (en el año 2006) | Institución                       |
| 1                      | Universidad de Buenos Aires       |
| 2                      | Universidad Nacional de La Plata  |
| 3                      | Universidad Nacional de Córdoba   |
| 4                      | Universidad Nacional del Nordeste |
| 5                      | Universidad Tecnológica Nacional  |

## Clasificaciones subjetivas no académicas
Estas clasificaciones son productos de apreciaciones subjetivas, no están basados obligatoriamente en métodos bibliométricos o científicos claros y reflejan muchas veces los promedios de las opiniones de encuestados que pueden ser individuos no necesariamente con títulos académicos o con conocimiento del conjunto de las universidades del mundo. Muchas veces estos estudios son publicados por encargo de las propias universidades con el objectivo de realizar publicidad en las épocas de los registros a las universidades. Uno de los más conocidos de estos estudios es el "U.S. News & World Report College and University rankings" el cual ha recibido todo tipo de críticas por ser subjetivo y predecible. En la voz del San Francisco Chronicle, "la mejor universidad estadounidense de acuerdo con este tipo de estudios es la más rica". Estos estudios también han sido criticados por una plétora de instituciones entre las que destacan la Universidad de Stanford, el New York Times, etcétera.